# Planet Mu
Planet Mu (parfois référencé Planet µ) est un label discographique indépendant de musique électronique, basé en Angleterre. Il est fondé en 1995 par Michael Paradinas (alias µ-Ziq).

## Histoire

Ancien logo.

En 1995, désirant lancer une filiale de musique électronique à son sous-label rock Hut Records, Virgin Records initie sa nouvelle division Planet Mu, qu'il centre autour de sa récente signature Michael Paradinas (alias µ-Ziq). Nommé d'entrée directeur, celui-ci bénéficie d'une certaine indépendance, mais conserve toutefois l'obligation de ne publier, au moins dans un premier temps, que ses compositions personnelles. L'expérience n'aboutit cependant pas au succès escompté, et en 1998 Virgin annonce son retrait. Paradinas décide alors de continuer l'aventure seul, et Planet Mu, devenu indépendant, peut dès lors accueillir d'autres artistes. Le premier disque de cette nouvelle ère sera l'EP Type Xero de Jega, un ancien colocataire et camarade d'études de Paradinas.
Le choix des artistes signés par le label reflète les goûts de son patron et leur évolution au fin des ans. D'abord très orienté IDM, Planet Mu, profitant d'une collaboration financièrement avantageuse avec XL Recordings autour de Capitol K, s'ouvre à d'autres sous-genres de la musique électronique comme le breakcore de Venetian Snares, la jungle de Remarc ou le glitch-hop d'edIT. La sortie de One Way de Mark One en 2004 marque le début d'une importante participation à la diffusion du grime et du dubstep. Le label joue également un rôle important dans l'avènement du juke et du footwork à partir de 2010, s'illustrant notamment par la publication des compilations Bangs and Works Vol. 1 et Vol. 2 .
En 2011 Planet Mu se met à rééditer de vieux albums de Paradinas pour répondre à la demande des fans. Début 2013, µ-Ziq fête à la fois les vingt ans de son pseudonyme et la 300e sortie du label à travers Somerset Avenue Tracks (1992-1995), une compilation d'inédites sélectionnées avec sa femme Lara Rix-Martin. En 2015, Planet Mu célèbre ses vingt ans dans le triple-CD µ20, où on retrouve notamment Machinedrum, FaltyDL, Luke Vibert, Hellfish ou encore Shitmat en plus des noms déjà cités.
Les locaux de Planet Mu suivent généralement les déménagements de Paradinas : basé dans un premier temps à Worcester, le label rejoint en mars 2007 Londres, qu'il quitte un peu plus tard pour Broadstairs dans le Kent.

## Discographie sélective
La liste ci-dessous cite les sorties les plus notables du label, en termes de renommée ou selon Michael Paradinas. Le patron apparaît lui-même sous les alias les plus divers, de µ-Ziq à Kid Spatula en passant par Jake Slazeger, Frost Jockey, Rude Ass Tinker et Tusken Raiders. Il participe également aux collaborations Slag Boom Van Loon (avec Speedy J) et Heterotic (avec sa femme Lara Rix-Martin). Aaron Funk signe quant à lui à la fois Venetian Snares, Last Step et VSnare, tandis que Poemss marque une association avec Joanne Pollock. Barry Lynn se fait appeler Boxcutter comme The Host, et Mark Foster apparaît sous les pseudonymes MRK1 et Mark One. Enfin Kuedo est la moitié du duo Vex'd, et Dream Continuum une association entre Machinedrum et Om Unit.
Parmi les publications moins marquantes ou plus ponctuelles du label, on retiendra[Qui ?] la présence d'Anti-G, Benga, Bit_Meddler, Bong-Ra, Breakage, Claude Speeed, Decal, Distance, DJ Diamond, DJ Hatcha, DJ Rashad, DJ Roc, DJ Spinn, Duran Duran Duran, Dykehouse, Ekoplekz, Eskmo, Few Nolder, FFF, Floating Points, Hieroglyphic Being, Horse Opera, Ikonika, John B, John T. Gast, Kyler, Lexaunculpt, Miracle, NastyNasty, Neil Landstrumm, OOO, Phthalocyanine, Pinch, Polysick, Protect-U, The Kilimanjaro Darkjazz Ensemble, Transformer di Roboter, Tropics, Young Smoke ou encore le français Vezelay.

### Dans le giron de Virgin
| Année | Artiste         | Titre                                  | Type  | Date de sortie | Catalogue |
| ----- | --------------- | -------------------------------------- | ----- | -------------- | --------- |
| 1995  | µ-Ziq           | Salsa with Mesquite (en)               | EP    | septembre 1995 | FLATSCD18 |
| 1995  | µ-Ziq           | In Pine Effect                         | Album | octobre 1995   | FLATDLP20 |
| 1997  | µ-Ziq           | Urmur Bile Trax Volume 1 Volume 2 (en) | Album | janvier 1997   | PLUD3     |
| 1997  | µ-Ziq           | My Little Beautiful (en)               | EP    | juin 1997      | PLUD4     |
| 1997  | µ-Ziq           | Lunatic Harness                        | Album | juillet 1997   | CDPU5     |
| 1997  | Various artists | Mealtime                               | Album | novembre 1997  | CDPU6     |

### Sous régime indépendant
| Année | Artiste                      | Titre                                                 | Type  | Date de sortie | Catalogue |
| ----- | ---------------------------- | ----------------------------------------------------- | ----- | -------------- | --------- |
| 1998  | Jega                         | Type Xer0                                             | EP    | juin 1998      | ZIQ001    |
| 1998  | Jega                         | Spectrum (en)                                         | Album | juillet 1998   | ZIQ002    |
| 1998  | Slag Boom Van Loon           | Slag Boom Van Loon                                    | Album | octobre 1998   | ZIQ005    |
| 1999  | Tusken Raiders               | Bantha Trax Vol. 2                                    | EP    | mars 1999      | ZIQ003    |
| 1999  | Capitol K                    | Sounds of the Empire                                  | Album | juillet 1999   | ZIQ008    |
| 2000  | Frost Jockey                 | Burgundy Trax Vol 1                                   | EP    | février 2000   | ZIQ013    |
| 2000  | Frost Jockey                 | Burgundy Trax Vol 2                                   | EP    | avril 2000     | ZIQ014    |
| 2000  | Kid Spatula                  | Full Sunken Breaks (en)                               | Album | avril 2000     | ZIQ010    |
| 2000  | Leafcutter John              | Concourse E.E.P.                                      | EP    | avril 2000     | ZIQ017    |
| 2000  | Luke Vibert                  | '95 - '99                                             | EP    | mai 2000       | ZIQ016    |
| 2000  | Hellfish and Producer        | Constant Mutation                                     | Album | juin 2000      | ZIQ023    |
| 2000  | Jega                         | Geometry (en)                                         | Album | octobre 2000   | ZIQ012    |
| 2000  | Capitol K                    | Island Row (en)                                       | Album | octobre 2000   | ZIQ018    |
| 2000  | Various artists              | µ Allstars - Criminal                                 | Album | octobre 2000   | ZIQ025    |
| 2001  | Leafcutter John              | Microcontact                                          | Album | janvier 2001   | ZIQ022    |
| 2001  | Tim Tetlow                   | Beauty Walks a Razor's Edge                           | Album | mars 2001      | ZIQ020    |
| 2001  | Venetian Snares & Speedranch | Making Orange Things                                  | Album | mars 2001      | ZIQ028    |
| 2001  | Hellfish                     | Meat Machine Broadcast System                         | Album | mars 2001      | ZIQ041    |
| 2001  | Venetian Snares              | Songs About My Cats                                   | Album | avril 2001     | ZIQ032    |
| 2001  | Electric Company (en)        | Slow Food (en)                                        | Album | avril 2001     | ZIQ039    |
| 2001  | Slag Boom Van Loon           | So Soon                                               | Album | juin 2001      | ZIQ007    |
| 2001  | Various artists              | The Cosmic Forces of Mu                               | Album | octobre 2001   | ZIQ030    |
| 2002  | Kettel (nl)                  | Tadley Management                                     | EP    | janvier 2002   | ZIQ043    |
| 2002  | Luke Vibert                  | Homewerk (en)                                         | EP    | avril 2002     | ZIQ047    |
| 2002  | Nautilis                     | Are You an Axolotl                                    | Album | avril 2002     | ZIQ050    |
| 2002  | Venetian Snares              | Higgins Ultra Low Track Glue Funk Hits 1972–2006 (en) | Album | mai 2002       | ZIQ056    |
| 2002  | Hellfish & Producer          | Bastard Sonz of Rave                                  | Album | mai 2002       | ZIQ058    |
| 2002  | Vsnares                      | 2370894 (en)                                          | Album | juillet 2002   | ZIQ057    |
| 2002  | Nautilis                     | Sketches                                              | Album | juillet 2002   | ZIQ059    |
| 2002  | Doormouse (en)               | Broken                                                | Album | août 2002      | ZIQ051    |
| 2002  | Hrvatski                     | Swarm & Dither                                        | Album | octobre 2002   | ZIQ026    |
| 2002  | Venetian Snares              | Winter in the Belly of a Snake (en)                   | Album | octobre 2002   | ZIQ066    |
| 2003  | µ-Ziq                        | Bilious Paths                                         | Album | juin 2003      | ZIQ070    |
| 2003  | Leafcutter John              | The Housebound Spirit                                 | Album | juillet 2003   | ZIQ061    |
| 2003  | Remarc                       | Sound Murderer                                        | Album | septembre 2003 | ZIQ084    |
| 2003  | Venetian Snares              | The Chocolate Wheelchair Album (en)                   | Album | octobre 2003   | ZIQ077    |
| 2003  | Urban Myth & Steve Beresford | Live at The Friends Meeting House                     | Album | novembre 2003  | ZIQ082    |
| 2004  | dDamage                      | Radio Ape                                             | Album | janvier 2004   | ZIQ081    |
| 2004  | Datach'i                     | Mmale and Ffemale                                     | Album | février 2004   | ZIQ087    |
| 2004  | Remarc                       | Unreleased Dubs 94-96                                 | Album | mars 2004      | ZIQ085    |
| 2004  | Shitmat                      | Killababylonkutz                                      | Album | mars 2004      | ZIQ089    |
| 2004  | Kid Spatula                  | Meast (en)                                            | Album | mars 2004      | ZIQ090    |
| 2004  | edIT                         | Crying Over Pros for No Reason                        | Album | avril 2004     | ZIQ086    |
| 2004  | Various artists              | Children of Mu                                        | Album | mai 2004       | ZIQ060    |
| 2004  | Venetian Snares              | Huge Chrome Cylinder Box Unfolding (en)               | Album | juin 2004      | ZIQ088    |
| 2004  | Various artists              | Amμnition                                             | Album | septembre 2004 | ZIQ091    |
| 2004  | Julian Fane (en)             | Special Forces (en)                                   | Album | septembre 2004 | ZIQ095    |
| 2004  | Mark One                     | One Way                                               | Album | septembre 2004 | ZIQ112    |
| 2004  | Shitmat                      | Full English Breakfest                                | Album | octobre 2004   | ZIQ105    |
| 2004  | dDamage                      | Pressure                                              | EP    | novembre 2004  | ZIQ108    |
| 2004  | Eight Frozen Modules (en)    | DJ, Riddim & Source                                   | EP    | novembre 2004  | ZIQ109    |
| 2005  | Chevron                      | Everything's Exactly the Same                         | Album | février 2005   | ZIQ092    |
| 2005  | The Gasman (en)              | The Grand Electric Palace of Variety                  | Album | février 2005   | ZIQ093    |
| 2005  | Venetian Snares              | Rossz Csillag Alatt Született                         | Album | mars 2005      | ZIQ111    |
| 2005  | Luke Vibert                  | Lover's Acid                                          | Album | avril 2005     | ZIQ098    |
| 2005  | Hellfish                     | One Man Sonic Attack Force                            | Album | avril 2005     | ZIQ124    |
| 2005  | Last Step                    | You're a Nice Girl                                    | EP    | mai 2005       | ZIQ129    |
| 2005  | Virus Syndicate (en)         | The Work Related Illness                              | Album | juin 2005      | ZIQ120    |
| 2005  | Vex'd                        | Degenerate                                            | Album | juillet 2005   | ZIQ115    |
| 2005  | Exile                        | Pro Agonist                                           | Album | juillet 2005   | ZIQ116    |
| 2005  | Frog Pocket (en)             | Gonglot                                               | Album | août 2005      | ZIQ097    |
| 2005  | Venetian Snares              | Meathole                                              | Album | août 2005      | ZIQ099    |
| 2006  | The Gasman (en)              | This One's for You                                    | Album | février 2006   | ZIQ138    |
| 2006  | Boxcutter                    | Oneiric (en)                                          | Album | avril 2006     | ZIQ147    |
| 2006  | Virus Syndicate (en)         | The Work Related Illness                              | Album | mai 2006       | ZIQ120    |
| 2006  | Shitmat & Friends            | Gary's Gruesome Remixes                               | EP    | mai 2006       | ZIQ143    |
| 2006  | Venetian Snares              | Cavalcade of Glee and Dadaist Happy Hardcore Pom Poms | Album | mai 2006       | ZIQ150    |
| 2006  | Tim Exile                    | Tim Exile's Nuisance Gabbaret Lounge                  | Album | mai 2006       | ZIQ152    |
| 2006  | Various artists              | Sacred Symbols of Mu                                  | Album | juin 2006      | ZIQ100    |
| 2006  | Venetian Snares              | Hospitality                                           | Album | septembre 2006 | ZIQ140    |
| 2006  | Milanese                     | Extend                                                | Album | septembre 2006 | ZIQ165    |
| 2006  | Mary Anne Hobbs              | Warrior Dubz (en)                                     | Album | octobre 2006   | ZIQ159    |
| 2006  | Julian Fane (en)             | Our New Quarters (en)                                 | Album | octobre 2006   | ZIQ161    |
| 2007  | MRK1                         | Copyright Laws                                        | Album | février 2007   | ZIQ169    |
| 2007  | The Gasman (en)              | Love Collection                                       | Album | février 2007   | ZIQ171    |
| 2007  | Ra                           | Ev.Panic Redone                                       | Album | mai 2007       | ZIQ125    |
| 2007  | Milanese                     | Adapt                                                 | Album | mai 2007       | ZIQ172    |
| 2007  | Venetian Snares              | Pink + Green                                          | EP    | mai 2007       | ZIQ180    |
| 2007  | Ceephax                      | Megalift EP                                           | EP    | mai 2007       | ZIQ181    |
| 2007  | Last Step                    | Last Step                                             | Album | juin 2007      | ZIQ149    |
| 2007  | Luke Vibert                  | Chicago, Detroit, Redruth                             | Album | juillet 2007   | ZIQ175    |
| 2007  | Shitmat                      | Grooverider                                           | Album | août 2007      | ZIQ151    |
| 2007  | µ-Ziq                        | Duntisbourne Abbots Soulmate Devastation Technique    | Album | août 2007      | ZIQ190    |
| 2007  | The Gasman (en)              | Audiogold                                             | Album | octobre 2007   | ZIQ185    |
| 2007  | Boxcutter                    | Glyphic (en)                                          | Album | octobre 2007   | ZIQ187    |
| 2007  | Various artists              | 10 Tons Heavy                                         | Album | octobre 2007   | ZIQ195    |
| 2007  | Frog Pocket (en)             | Come On Primates Show Your Teeth! (en)                | Album | octobre 2007   | ZIQ197    |
| 2007  | Venetian Snares              | My Downfall (Original Soundtrack) (en)                | Album | octobre 2007   | ZIQ199    |
| 2007  | Various artists              | 2OO                                                   | Album | octobre 2007   | ZIQ200    |
| 2008  | The Doubtful Guest           | Acid Sauna                                            | Album | février 2008   | ZIQ189    |
| 2008  | Meat Beat Manifesto          | Autoimmune (en)                                       | Album | avril 2008     | ZIQ202    |
| 2008  | Various artists              | Plan µ                                                | Album | mai 2008       | ZIQ216    |
| 2008  | Mary Anne Hobbs              | Evangeline (en)                                       | Album | juin 2008      | ZIQ209    |
| 2008  | Venetian Snares              | Detrimentalist (en)                                   | Album | juin 2008      | ZIQ211    |
| 2008  | The Gasman (en)              | Superlife                                             | Album | août 2008      | ZIQ208    |
| 2008  | Sunken Foal                  | Fallen Arches                                         | Album | septembre 2008 | ZIQ218    |
| 2008  | Virus Syndicate (en)         | Sick Pay                                              | Album | octobre 2008   | ZIQ215    |
| 2008  | Last Step                    | 1961                                                  | Album | octobre 2008   | ZIQ220    |
| 2008  | Starkey                      | Ephemeral Exhibits                                    | Album | novembre 2008  | ZIQ223    |
| 2009  | Venetian Snares              | Filth (en)                                            | Album | avril 2009     | ZIQ222    |
| 2009  | Tim Exile                    | Listening Tree                                        | Album | avril 2009     | ZIQ179    |
| 2009  | Boxcutter                    | Arecibo Message (en)                                  | Album | avril 2009     | ZIQ225    |
| 2009  | Shitmat                      | One Foot in the Rave (en)                             | Album | mai 2009       | ZIQ224    |
| 2009  | FaltyDL                      | Love Is a Liability                                   | Album | juin 2009      | ZIQ232    |
| 2009  | Milanese                     | Lockout                                               | Album | juin 2009      | ZIQ243    |
| 2009  | Various artists              | The Mu School                                         | Album | juillet 2009   | ZIQ250    |
| 2009  | Jega                         | Variance (en)                                         | Album | juillet 2009   | ZIQ024    |
| 2009  | Luke Vibert                  | We Hear You                                           | Album | août 2009      | ZIQ240    |
| 2009  | Mary Anne Hobbs              | Wild Angels                                           | Album | septembre 2009 | ZIQ239    |
| 2010  | Ceephax Acid Crew            | United Acid Emirates                                  | Album | janvier 2010   | ZIQ255    |
| 2010  | Vex'd                        | Cloud Seed                                            | Album | mars 2010      | ZIQ260    |
| 2010  | Starkey                      | Ear Drums and Black Holes                             | Album | avril 2010     | ZIQ259    |
| 2010  | Ital Tek                     | Midnight Colour                                       | Album | mai 2010       | ZIQ272    |
| 2010  | Oriol                        | Night and Day                                         | Album | juillet 2010   | ZIQ275    |
| 2010  | The Gasman (en)              | Powerpoints                                           | Album | août 2010      | ZIQ276    |
| 2010  | Solar Bears (en)             | She Was Coloured In                                   | Album | septembre 2010 | ZIQ270    |
| 2010  | DJ Nate                      | Da Trak Genious                                       | Album | septembre 2010 | ZIQ280    |
| 2010  | Various artists              | Bangs & Works Vol. 1                                  | Album | décembre 2010  | ZIQ290    |
| 2011  | Various artists              | 14 Tracks from Planet Mu                              | Album | janvier 2011   | ZIQ295    |
| 2011  | FaltyDL                      | You Stand Uncertain                                   | Album | mars 2011      | ZIQ286    |
| 2011  | Boxcutter                    | The Dissolve (en)                                     | Album | avril 2011     | ZIQ289    |
| 2011  | Pritch & Trim                | Stereotype                                            | EP    | septembre 2011 | ZIQ298    |
| 2011  | Venetian Snares              | Cubist Reggae (en)                                    | EP    | mai 2011       | ZIQ299    |
| 2011  | Machinedrum                  | Sacred Frequency                                      | EP    | juin 2011      | ZIQ306    |
| 2011  | Machinedrum                  | Room(s)                                               | Album | juillet 2011   | ZIQ307    |
| 2011  | Kuedo                        | Severant (en)                                         | Album | octobre 2011   | ZIQ309    |
| 2011  | Various artists              | Bangs & Works Vol. 2                                  | Album | novembre 2011  | ZIQ310    |
| 2012  | Ital                         | Hive Mind                                             | Album | février 2012   | ZIQ312    |
| 2012  | Dream Continuum              | Reworkz                                               | EP    | mars 2012      | ZIQ313    |
| 2012  | The Host                     | The Host                                              | Album | mars 2012      | ZIQ316    |
| 2012  | Machinedrum                  | Room(s) Extended                                      | Album | avril 2012     | ZIQ317    |
| 2012  | Traxman                      | Da Mind of Traxman                                    | Album | avril 2012     | ZIQ318    |
| 2012  | Last Step                    | Sleep                                                 | Album | mai 2012       | ZIQ303    |
| 2012  | Konx-Om-Pax (en)             | Regional Surrealism                                   | Album | juillet 2012   | ZIQ323    |
| 2012  | Ital Tek                     | Nebula Dance                                          | Album | octobre 2012   | ZIQ325    |
| 2012  | Ital                         | Dream On                                              | Album | novembre 2012  | ZIQ327    |
| 2013  | Heterotic                    | Love and Devotion                                     | Album | mars 2013      | ZIQ328    |
| 2013  | Solar Bears (en)             | Supermigration                                        | Album | avril 2013     | ZIQ334    |
| 2013  | µ-Ziq                        | XTEP                                                  | EP    | mai 2013       | ZIQ332    |
| 2013  | RP Boo                       | Legacy                                                | Album | mai 2013       | ZIQ335    |
| 2013  | µ-Ziq                        | Chewed Corners                                        | Album | juin 2013      | ZIQ333    |
| 2013  | µ-Ziq                        | Somerset Avenue Tracks (1992-1995)                    | Album | juillet 2013   | ZIQ300    |
| 2013  | John Wizards                 | John Wizards (en)                                     | Album | septembre 2013 | ZIQ336    |
| 2013  | Ital Tek                     | Control                                               | Album | novembre 2013  | ZIQ344    |
| 2014  | Poemss                       | Poemss                                                | Album | février 2014   | ZIQ345    |
| 2014  | Heterotic                    | Weird Drift                                           | Album | avril 2014     | ZIQ330    |
| 2014  | Traxman                      | Da Mind of Traxman Vol 2                              | Album | avril 2014     | ZIQ346    |
| 2014  | Venetian Snares              | My Love Is a Bulldozer                                | Album | juin 2014      | ZIQ350    |
| 2014  | µ-Ziq                        | Rediffusion                                           | EP    | août 2015      | ZIQ359    |
| 2014  | Ital                         | Endgame                                               | Album | septembre 2014 | ZIQ352    |
| 2014  | Various artists              | Life on Planet Mu                                     | Album | novembre 2014  | ZIQ362    |
| 2014  | Mr. Mitch                    | Parallel Memories                                     | Album | décembre 2014  | ZIQ355    |
| 2015  | Jlin (en)                    | Dark Energy                                           | Album | mars 2015      | ZIQ356    |
| 2015  | µ-Ziq                        | XTLP                                                  | Album | mars 2015      | ZIQ360    |
| 2015  | Drew Lustman                 | The Crystal Cowboy                                    | Album | avril 2015     | ZIQ361    |
| 2015  | RP Boo                       | Fingers, Bank Pads, and Shoe Prints                   | Album | juillet 2015   | ZIQ365    |
| 2015  | various artists              | µ20 - 20 Years of Planet Mu                           | Album | septembre 2014 | ZIQ370    |
| 2015  | Luke Vibert                  | Bizarster                                             | Album | octobre 2015   | ZIQ363    |